# Кубок Узбекистану з футболу 2023
Кубок Узбекистану з футболу 2023 — 31-й розіграш головного кубкового футбольного турніру у Узбекистані. Титул володаря кубка втретє поспіль здобув Насаф.

## Календар
| Раунд          | Дата                       | Матчі | Клуби   |
| -------------- | -------------------------- | ----- | ------- |
| Перший раунд   | 24 березня 2023            | 4     | 38 → 34 |
| Другий раунд   | 26 березня 2023            | 2     | 34 → 32 |
| Груповий раунд | 2 квітня - 4 червня 2023   | 48    | 32 → 16 |
| 1/8 фіналу     | 1-16 серпня 2023           | 8     | 16 → 8  |
| 1/4 фіналу     | 31 серпня - 3 вересня 2023 | 4     | 8 → 4   |
| 1/2 фіналу     | 19 жовтня 2023             | 2     | 4 → 2   |
| Фінал          | 12 листопада 2023          | 1     | 2 → 1   |

## 1/8 фіналу
| Команда 1              | Рахунок | Команда 2               |
| ---------------------- | ------- | ----------------------- |
| 1 серпня 2023          |         |                         |
| Турон                  | 3:0     | Пахтакор-79 (3)         |
| Насаф                  | 4:3     | Бухара                  |
| Динамо (Самарканд) (2) | 3:2     | Пахтакор                |
| 2 серпня 2023          |         |                         |
| АГМК                   | 2:1     | Локомотив (Ташкент) (2) |
| Олімпік (Ташкент)      | 10:0    | Андижан-СГС (2)         |
| 8 серпня 2023          |         |                         |
| Хорезм (2)             | 3:1     | Металург (Бекабад)      |
| 14 серпня 2023         |         |                         |
| Арал (2)               | 0:2     | Навбахор                |
| 16 серпня 2023         |         |                         |
| Буньодкор              | 2:3 дч  | Сурхан                  |

## 1/4 фіналу
| Команда 1              | Рахунок | Команда 2         |
| ---------------------- | ------- | ----------------- |
| 31 серпня 2023         |         |                   |
| Динамо (Самарканд) (2) | 4:3     | Олімпік (Ташкент) |
| 2 вересня 2023         |         |                   |
| Турон                  | 1:2     | Насаф             |
| 3 вересня 2023         |         |                   |
| АГМК                   | 4:2     | Хорезм (2)        |
| Навбахор               | 2:0     | Сурхан            |

## 1/2 фіналу
| Команда 1      | Рахунок      | Команда 2              |
| -------------- | ------------ | ---------------------- |
| 19 жовтня 2023 |              |                        |
| Насаф          | 2:1          | Динамо (Самарканд) (2) |
| АГМК           | 2:2 пен. 4:3 | Навбахор               |

## Фінал
| 12 листопада 2023 14:00 (EEST) |

| Насаф               | 1:0      | АГМК |
| ------------------- | -------- | ---- |
| Джавохір 70' (пен.) | Протокол |      |

| Стадіон «Центральний», Карші Глядачів: 17 710 Арбітр: Азіз Асімов |